# Kalls distrikt
Kalls distrikt är ett distrikt i Åre kommun och Jämtlands län. Distriktet ligger omkring Kall i västra Jämtland och gränsar till Norge.

## Tätorter och småorter
I Kalls distrikt finns tre småorter men inga tätorter. 

### Småorter
- Bonäset (del av)
- Huså
- Kall

## Tidigare administrativ tillhörighet
Distriktet inrättades 2016 och utgörs av Kalls socken i Åre kommun.
Området motsvarar den omfattning Kalls församling hade 1999/2000.